# 阿卜杜勒-哈克一世
阿卜杜勒-哈克·本·米赫尤（阿拉伯语：‎；1147年—1217年），马林王朝首位谢赫。
1215年，穆瓦希德王朝已然由盛转衰，阿卜杜勒-哈克率领马林家族在里夫山区发动叛乱。穆瓦希德王朝派出了10,000人前去镇压，遭到失败。1217年，马林家族又在非斯一带击败了当地的柏柏尔部落，但阿卜杜勒-哈克在作战期间阵亡。马林家族得以控制里夫山脉。